# Zizishausen
Zizishausen ist ein Stadtteil der Großen Kreisstadt Nürtingen im Landkreis Esslingen in Baden-Württemberg.

## Geographie
Zizishausen liegt links und rechts des Neckars und grenzt nördlich direkt an die Kernstadt von Nürtingen an.
Nachbarorte von Zizishausen sind im Norden Unterensingen, im Nordosten Oberboihingen, im Süden Nürtingen im Südwesten und Westen der Stadtteil Nürtingen-Oberensingen.

## Geschichte
Auf der Gemarkung des Ortes wurden Funde aus der Jungsteinzeit gemacht.
Von einer ortsadeligen Burg sind noch Graben und Wall zu erkennen. Zizishausen wird 1296 erstmals urkundlich erwähnt. Die Edlen Straif und Ernst zu Winberg von Metzingen überlassen mit dieser Urkunde alle Besitzungen in Zutzishusen dem Kloster Salem.
Die hohe Obrigkeit fiel mit dem Uracher Anteil Nürtingens im Verlauf des 14. Jahrhunderts an die Grafschaft Württemberg.
Am 1. Juli 1974 wurde Zizishausen in die Stadt Nürtingen eingegliedert.

## Politik

### Wappen
Blasonierung: In goldenem Schild ein schwarzer Adlerflügel. Das Wappen wurde 1951 verliehen. Der Adlerflügel stammt aus dem Wappen der Züttelmann von Zizishausen, die einen Flug zeigten.

### Ortschaftsrat
Der Ortschaftsrat besteht aus 12 Personen, Ortsvorsteher ist Dennis Mews.

### Schultheißen, Bürgermeister und Ortsvorsteher
- 1842–1869 – Johannes Hoß
- 1870–1901 – Johann Christian Müller
- 1901–1924 – Christof Klein
- 1924–1943 – August Hoß
- 1944–1945 – David Schwarz/Gotthilf Kübler (stellvertretend)
- 1945 – Eugen Schweizer (kommissarisch)
- 1945–1974 – Hermann Hoss
- 1974–1976 – Werner Schraitle
- 1976–1997 – Fritz Berner
- 1997–2004 – Matthias Dehlinger
- 2004–2019 – Siegfried Hauber
- 2019–2023 – Bettina Schöllhorn
- seit 2023 – Dennis Mews

### Einwohnerentwicklung
bis zur Eingemeindung nach Nürtingen.
Anfang des 16. Jahrhunderts lebten ca. 70 Personen im Weiler Zizishausen (1598 zwölf Bürger und eine Witwe, andere Zählweise), nach dem Dreißigjährigen Krieg 1654 nur noch 26. Nur langsam stieg die Zahl wieder an (1725: 126, 1773: 230, 1805: 303).
Die nachstehenden Einwohnerzahlen sind Volkszählungsergebnisse.
| Stichtag           | Einwohnerzahl |
| ------------------ | ------------- |
| 3. Dezember 1834   | 280           |
| 1. Dezember 1871   | 368           |
| 1. Dezember 1900   | 453           |
| 17. Mai 1939       | 568           |
| 13. September 1950 | 849           |
| 6. Juni 1961       | 1568          |
| 27. Mai 1970       | 2185          |

## Öffentliche Einrichtungen

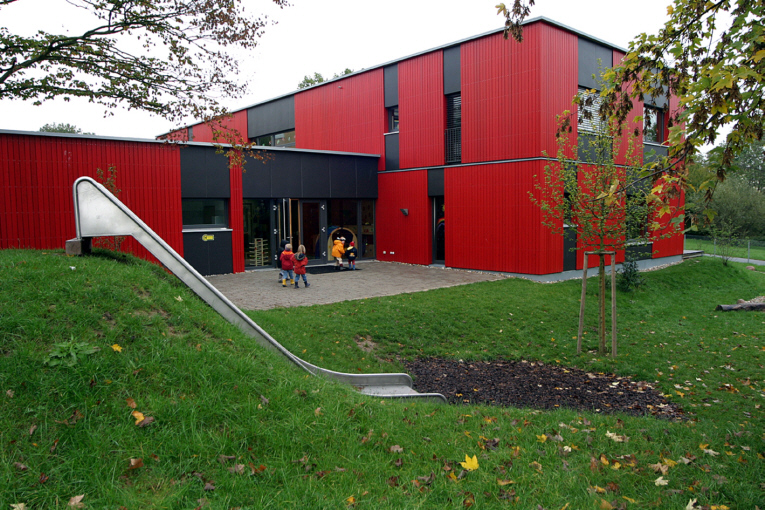
Kinderhaus Kleine Insel

- In Zizishausen gibt es ein Rathaus, das Sitz der örtlichen Verwaltungsstelle ist. Im Rathaus ist auch der Treff für Jung und Alt (Generationentreff „Z“) untergebracht.

- Im Schul- und Sportzentrum Auf der Insel findet man die Grundschule (Inselschule), die Mehrzweckhalle (Inselhalle), das Hallenbad (Inselbad), einen Rasensportplatz, einen Kindergarten (Kinderhaus Kleine Insel) und eine Krippe (Inselkrippe).

- Der Ort verfügt insgesamt über zwei Kindergärten und eine Kinderkrippe.

## Gedenkstätten
- Denkmal für die Toten und Vermissten der Weltkriege 1914–1918, 1939–1945 vor dem Friedhof, Eingang von der Haldenstraße